# Domenico Negrone
Il Serenissimo Domenico Negrone (Genova, 1672 – Genova, 1736) fu il 147º doge della Repubblica di Genova e re di Corsica.

## Biografia

Stemma nobiliare dei Negrone

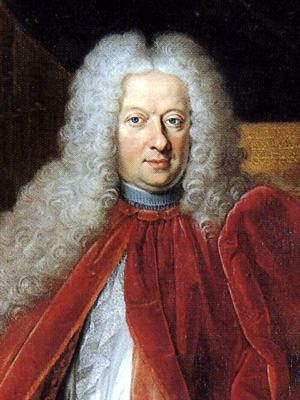
Dipinto del nobile

Nativo di Genova nel 1672 e battezzato nella chiesa di San Pietro in Banchi, Domenico Negrone ricoprì certamente dalla maggiore età incarichi pubblici per lo stato genovese e alle Compere del Banco di San Giorgio.
La sua elezione a doge della Repubblica di Genova avvenne il 13 ottobre del 1723: il centoduesimo in successione biennale e il centoquarantasettesimo nella storia repubblicana. In qualità di doge fu investito anche della correlata carica biennale di re di Corsica.
Nel suo mandato il doge Negrone decretò un aumento del 10% delle tasse sulle merci provenienti dal Granducato di Toscana; un provvedimento già attuato durante il dogato del predecessore Cesare De Franchi Toso che già causo un crollo dei traffici commerciali e che, a stretto giro, venne conseguentemente cancellato.
Terminò il dogato il 13 ottobre del 1725, ma continuò a servire la repubblica in altri impieghi pubblici come, ad esempio, membro della Giunta della Marina e deputato agli Affari di Guerra.
Morì a Genova nel corso del 1736 dove fu sepolto nel santuario della Madonna del Monte.